# Trevor Phipps
Trevor Phipps (ur. ok. 1978) – amerykański wokalista.

## Życiorys
Urodził się około 1978. Pochodzi ze stanu Massachusetts. Tam w 1998 był wpółżałożycielem grupy Unearth, w której został wokalistą i autorem tekstów. Poza typowym dla metalcore wrzaskiem wykonywał też melodyjne partie śpiewu na EP Endless z 2002, a po 16 latach powrócił do tego w 2018. Przyczynkiem była chęć śpiewania dla córki, kiedy też zaczął się uczyć grać na gitarze akustycznej.
W lirykach utworów podejmował tematy nierówności w zakresie środowiska naturalnego i ekonomicznych, podziałów politycznych i moralnych, wymierania gatunów, zmagań z własnymi problemami wewnętrznymi.
Za swój ulubiony zespół uznał Panterę. Prywatnie jest entuzjastą filmów science-fiction i horrorów. Ma córkę urodzoną około 2013.

## Dyskografia
Występy gościnne
- Overcast – Reborn to Kill Again (2008), w utworze „Apocalypse Upon Us”
- Armed for Apocalypse – Ritual Violence (2022), w utworze nr 9[6]